# Bart Zoet
Hubertus Balthazar (Bart) Zoet (Sassenheim, 20 oktober 1942 - Sassenheim, 13 mei 1992) was een Nederlands wielrenner.
Hij behaalde zijn grootste successen als amateur. Op de Olympische Spelen van 1964 won hij, samen met Evert Dolman, Gerben Karstens en Jan Pieterse, goud op het onderdeel 100 kilometer ploegentijdrit. Hij was prof van 1965 tot 1970 en alhoewel hij als groot talent gold bleef het bij twee bronzen medailles bij het NK achtervolging.
Zoet stierf op 49-jarige leeftijd na een hartaanval. In 2002 verscheen het boek Het Zure Leven van Bart Zoet, geschreven door Gijs Zandbergen.

## Belangrijkste overwinningen
1964
- Olympisch kampioen 100 km ploegentijdrit (met Gerben Karstens, Evert Dolman en Jan Pieterse)

1965
- Grote 1-Mei Prijs
- Kuurne-Brussel-Kuurne (voor onafhankelijken)[1]

## Resultaten in voornaamste wedstrijden
| Jaar | Ronde van Italië | Ronde van Frankrijk | Ronde van Spanje |
| ---- | ---------------- | ------------------- | ---------------- |
| 1965 |                  |                     |                  |
| 1966 |                  |                     |                  |
| 1967 |                  |                     | opgave           |
| 1968 | opgave           |                     |                  |
| 1969 |                  |                     |                  |

| Jaar | Milaan-San Remo | Ronde van Vlaanderen | Parijs-Roubaix | Amstel Gold Race | Ronde van Lombardije | Parijs-Tours |
| ---- | --------------- | -------------------- | -------------- | ---------------- | -------------------- | ------------ |
| 1965 |                 |                      | 37e            |                  |                      |              |
| 1966 |                 |                      |                | 11e              |                      |              |
| 1967 | 59e             | 36e                  |                | 5e               |                      | 7e           |
| 1968 |                 |                      |                |                  |                      | 64e          |
| 1969 |                 |                      |                |                  | 33e                  |              |

## Ploegen
- 1965 - Televizier
- 1966 - Televizier-Batavus
- 1967 - Televizier-Batavus
- 1968 - Smith's
- 1969 - Batavus-Continental-Alcina
- 1970 - Flandria-Mars

1960: Trapè, Bailetti, Cogliati, Fornoni ·
1964: Zoet, Dolman, Karstens, Pieterse ·
1968: Zoetemelk, Den Hertog, Krekels, Pijnen ·
1972: Jardi, Komnatov, Lichatsjov, Sjoekov ·
1976: Tsjoekanov, Tsjaplygin, Kaminski, Pikkuus ·
1980: Kasjirin, Logvin, Sjelpakov, Jarkin ·
1984: Bartalini, Giovannetti, Poli, Vandelli ·
1988: Ampler, Kummer, Landsmann, Schur ·
1992: Dittert, Meyer, Peschel, Rich
Wielerploegen van Bart Zoet
Beugels ·
Blockx ·
Bodart ·
Bravenboer (vanaf 01/08) ·
Clauwaert ·
Corneillie ·
Coulon ·
G. David ·
W. David ·
De Boever ·
De Loof ·
E. De Vlaeminck ·
R. De Vlaeminck ·
Devos (vanaf 01/08) ·
Dierickx ·
Dubois ·
Hemeryck ·
Hutsebaut ·
Leman ·
van Leeuwen (vanaf 01/08) ·
Lievens ·
Loevesijn ·
Loysch (vanaf 01/08) ·
Mahieu ·
Mendes (vanaf 01/03) ·
Meyhi ·
Monseré  ·
Nassen ·
Ongenae ·
Silva (vanaf 01/03) ·
Staes (vanaf 01/09) ·
Van Damme ·
Van de Vijver · 

Van der Slagmolen (vanaf 01/08) ·
Vanmarcke (vanaf 01/08) ·
Verplancke (vanaf 01/08) ·
Zoet ·
Zoetemelk
- International Standard Name Identifier: 0000 0003 8737 7734
- Nederlandse Thesaurus van Auteursnamen: 239350421
- Virtual International Authority File: 280342286
- WorldCat: E39PBJvhqGrrMQKChXCyycFVG3